# Deathbird
Cal'syee Neramani, alias Deathbird est une super-vilaine évoluant dans l'univers Marvel de la maison d'édition Marvel Comics. Créé par le scénariste Chris Claremont et le dessinateur Dave Cockrum, le personnage de fiction apparaît pour la première fois dans le comic book Ms. Marvel #9 en septembre 1977.

## Biographie du personnage

### Origines
Sœur ainée de Lilandra Neramani, Cal'syee Neramani est née sur Chandilar, le monde natal des Shi'ar. Une prophétie annonça qu'elle serait un danger pour l'Empire, et le Conseil lui retira son nom. Elle fut ensuite exilée après avoir tué sa mère et une de ses sœurs.
Se faisant appeler désormais Deathbird, elle voyagea jusque sur Terre, où elle s'associa avec MODOK et l'AIM qui l'employa pour combattre Miss Marvel à New York. 
Dans la Galaxie Shi'ar, sa jeune sœur Lilandra devint Majestrix de l'Empire après que son frère D'ken soit tombé dans le coma. Deathbird décida de s'emparer du trône. Elle s'allia avec le Conseiller Samedar, certains membres de la Garde Impériale Shi'ar et des Brood dans un coup d'État, qui échoua grâce à l'intervention des X-Men. 
Plus tard, un deuxième putsch porta ses fruits, et son règne fut par la suite gêné par les Frères des étoiles et Excalibur. Elle voulut capturer le Phénix, mais fut presque tuée par sa sœur au combat. 
Deathbird perdit finalement le trône, piégée par Lilandra utilisant des soldats Skrulls. Elle ne fut pas déçue de rendre le trône, car elle détestait la bureaucratie.
Elle vint à l'aide de sa sœur durant la guerre Kree-Shi'ar. Elle assassina les chefs Kree Ael-Dann et Dar-Benn. Capturée par Clint Barton (Goliath), on lui confia la gestion de l'espace Kree, en tant que vice-reine. Durant cette période, elle dirigea aussi la Starforce en tant que praetor.

### Romance
Quand les Shi'ar demandèrent l'aide des X-Men pour repousser une invasion Phalanx, Deathbird accepta de les assister. Pendant le conflit, Bishop et elle forgèrent un lien de respect, qui se transforma en liaison amoureuse.
Sur le chemin du retour, le couple se retrouva isolé des X-Men. Pour le garder avec lui, elle lui fit croire qu'il était le seul survivant et était handicapé à la suite de ses blessures. Bishop découvrit vite la vérité, mais lui pardonna. Durant leur voyage, ils furent transportés dans un futur alternatif, dirigé par la cruelle fille de Lilandra et Charles Xavier. Bishop et Deathbird aidèrent les rebelles, et la Shi'ar épargna l'hybride, grâce à l'influence de sa relation avec Lucas. Les héros de la Terre libérée les aidèrent quant à eux à retourner dans leur réalité.

### Trahison
Finalement, revenus dans la réalité de la Terre-616, le couple atterrit sur une planète inerte formée par le Monolithe Vivant. Là, Deathbird montra son véritable visage en vendant Bishop à une troupe Skrull, qui les ramena sur Terre. Elle fut rejointe par le mutant Apocalypse qui fit d'elle l'un de ses Quatre Cavaliers, Guerre. Elle aida l'Externel à rassembler les Douze, mais le plan sinistre de Nur échoua finalement. 
Durant le crossover Maximum Security, Deathbird retrouva Bishop, ce qui mit définitivement un terme à leur relation. Elle réussit à s'échapper.

### L'essor et la chute des Shi'ar
Récupérée par la Garde Impériale, elle fut incarcérée par prudence, car elle restait une menace pour Lilandra.
Le puissant Vulcain fut lui aussi enfermé dans la prison. Il fut libéré par un groupe visant à remettre D'Ken sur le trône, et il en profita pour amener la jeune femme avec lui. 
Vulcain séduisit Deathbird et le couple se forma. Au réveil de D'Ken de son long coma, le Shi'ar remarqua l'intérêt que portait l'humain à sa sœur, et il invoqua une vieille coutume pour les marier. Vulcain devint alors un membre de la famille royale.
Le jour du mariage, les Frères des étoiles et les X-Men attaquèrent la salle de la cérémonie. Pendant l'assaut, Vulcain tua D'Ken et s'empara du trône royal, devenant l'Empereur des Shi'ar.

## Pouvoirs et capacités
Deathbird est une mutante Shi'ar. Elle possède des ailes, lui permettant de voler à faible vitesse.
C'est une guerrière entraînée et très rusée. Elle est très habile avec des javelots, et utilise parfois des versions modifiées, télescopiques, qu'elle transporte dans des petits carquois sur ses poignets. Les versions modifiées incluent des javelots remplis de gaz nocif ou des javelots électrifiés.
- Deathbird possède des qualités physiques accrues, faisant d'elle une des meilleures athlètes de l'espèce.
- Ses ongles ont évolué en griffes acérées, comme les serres d'un aigle.
- Elle utilise aussi parfois une armure de combat très légère et des pistolets laser.